# Cristian Gil
Cristian David Gil Hurtado (ur. 5 listopada 1996 w Pasto) – salwadorski piłkarz pochodzenia kolumbijskiego występujący na pozycji napastnika, reprezentant Salwadoru, od 2023 roku zawodnik Municipalu Limeño.
Jego ojciec Cristian Gil oraz bracia Brayan Gil i Mayer Gil również są piłkarzami.